# Ga Lat Krabang (Tuyến đường sắt sân bay)
Ga Lat Krabang (สถานีลาดกระบัง) là ga Tuyến đường sắt sân bay (Bangkok) trên Thanon Rom Klao ở Lat Krabang, phía Đông Bangkok.

## Bố trí ga
| Sân ga    |                                               |                                                   |
| Sân ga    |                                               |                                                   |
| Ke ga 1   | Tuyến SARL Thành phố hướng đi Ga Suvarnabhumi |                                                   |
| Sân ga 2  | Tuyến SARL Thành phố hướng đi Ga Phaya Thai   |                                                   |
| Sân ga    |                                               |                                                   |
| Phòng chờ | Phòng chờ                                     | Lối thoát, máy bán vé, cửa hàng                   |
| Mặt đất   | -                                             | Nhà ga Lat Krabang, trạm dừng xe buýt, bãi đậu xe |

## Rayong HSR tương lai (HSR bờ biển phía Đông)
Cần phải lưu ý rằng ARL được định hướng là tuyến chính của Tuyến đường sắt tốc độ cao trong tương lai (HSR) từ Chonburi và Rayong. Ga cuối Makkasan sẽ là ga cưới cho cho tất cả các tàu trên tuyến Đông HSR.